# Essai de ductilité d'un liant bitumineux
L’essai de ductilité, ou essai de traction sur haltère est un essai de laboratoire qui permet de déterminer l’aptitude d’un liant bitumineux à résister à la traction, à savoir à évaluer sa cohésivité

Moule (en bleu) et éprouvette de liant (en noir) utilisés dans l'essai de ductilité

## Description
Le principe consiste à mesurer l'allongement à la rupture d'une éprouvette de forme déterminée que l'on étire à une vitesse et à une température imposée.
Les appareils utilisés sont les suivants :
- Un moule en laiton qui permet de couler des éprouvettes de dimensions standardisées 30 mm x 20 mm, avec une largeur réduite à 10 mm en leur centre.
- Un bain d’eau thermostaté de capacité d’au moins 10 L d’eau, utilisé pour la conservation des éprouvettes sous eau lorsque les essais sont exécutés en série. Les éprouvettes reposent sur une plaque perforée, et leur température doit pouvoir être maintenue à 5,0 ± 0,5 °C.
- Un bain d’eau thermostaté l’appareil de mesure de capacité d’au moins 10 L d’eau. La température doit y être maintenue à 5,0 ± 0,5 °C. L'uniformité de cette température est obtenue par une circulation suffisante de l'eau.
- Un thermomètre de contrôle de la température des bains à 0,1 °C près.
- Un appareil de mesure permettant de mesurer l’allongement de l’éprouvette
- Un chronomètre – horloge.
- Un mélange dextrine-glycérine (50/50).

## Mode opératoire

### Préparation de l'éprouvette d'essai
L’échantillon de bitume à tester est chauffé progressivement jusqu'à ce qu'il soit complètement fluide, tout en l'homogénéisant et en évitant les surchauffes locales. Il est versé dans le moule, après avoir enduit les parois intérieures de celui-ci d’un mélange constitué d'une partie de dextrine pour une partie de glycérine.

### Périodes de repos préalables
Le moule est laissé à refroidir, à la température ambiante et à l'abri de la poussière, pendant 30 minutes à 40 minutes, puis l'excédent de bitume est éliminé au moyen d'une lame chauffée.
Il est ensuite placé dans le bain thermostaté et est maintenu à la température d'essai de 5 °C pendant 90 minutes. Puis il est mis en place dans l'appareil de mesure et repose sous eau à la température d'essai pendant 30 minutes. Les pièces latérales de maintien de l’éprouvette sont alors détachées et l'essai est réalisé.

### Réalisation de l'essai
L'éprouvette étant en place, le zéro de l'appareil de mesure est réglé et l'étirage est commencé à une vitesse de 50 mm par minute. L'essai est poursuivi jusqu'à rupture.
Le résultat est la distance dont il a fallu écarter les attaches pour provoquer la rupture du fil formé.
Un essai de ductilité est considéré comme normal et son résultat est acceptable lorsque ce dernier s'étire jusqu'à ne plus former qu'un fil fin dont la rupture se produit lorsque sa section est devenue pratiquement nulle.
Dans le cas des bitumes modifiés, peu d'entre eux forment un fil fin pendant l'étirement. Un essai est également considéré comme normal et son résultat acceptable lorsque : 
- le liant s'étire pour former un fil dont la section généralement carrée, peut avoir jusqu'à 10 – 15 mm2 ;
- la rupture se produit en un endroit éloigné des attaches, situé dans le 1/3 central de la longueur étirée.

## Normes
- Américaine (ASTM) :
  - A.S.T.M. D 113-79 "Standard Method of Test Ductility of Bituminous Matérials".
- Européenne (CEN) :
  - NF  EN  13589.  -  Bitumes et liants bitumineux. - Détermination des caractéristiques de traction des liants bitumineux par la méthode d’essai de traction (indice de classement : T66-038).